# 君は心の妻だから (曲)
「君は心の妻だから」（きみはこころのつまだから）は、鶴岡雅義と東京ロマンチカの楽曲で、10枚目のシングルである。1969年3月5日に発売。
鶴岡雅義と東京ロマンチカにとっては5枚目のシングル「小樽のひとよ」に次ぐ、50万枚を超す大ヒットとなった。
リリースから2ヶ月程後、オリコンチャートのトップ10に初登場し、4週間5位にランクインした。

## 収録曲
- 全作詞：なかにし礼　作曲：鶴岡雅義　編曲：坂下晃治

1. 君は心の妻だから (4:16)
2. 泣いた日もある (4:23)

## カバー
- 石原裕次郎
- 三橋美智也 - アルバム『哀愁演歌』収録
- 天童よしみ - （1994年）アルバム『天童節 昭和演歌名曲選 第十四集』収録
- 氷川きよし - （2012年）アルバム『氷川きよし・演歌名曲コレクション16〜櫻〜』収録
- 細川たかし - （2012年）アルバム『なかにし礼 傑作集』収録
- 中澤卓也 - （2017年）アルバム『繋ぐ Vol.1 ～カバー・ソングス 7つの歌心～』収録